# Dunman High School
Die Dunman High School ist eine autonome, koedukative Sekundarschule in Kallang in Singapur, die ein integriertes Programm von der Sekundarstufe 1 bis zur Stufe vor der Universität anbietet.

## Geschichte
Die Schule wurde am 14. Oktober 1956 gegründet.
Um den Bedürfnissen des Integrierten Programms gerecht zu werden, wurde die Schule modernisiert und um drei Hektar erweitert. Dazu zog die Schule von Dezember 2006 bis Januar 2009 in das ehemalige Raffles Junior College am Mount Sinai.
Im Jahr 2015 erhielt Frau Clara Lim Shu Qi das President’s Scholarship und wurde erneut für den National Arts Education Award (Blaze) in Anerkennung ihres Engagements und ihres Beitrags zur Kunstausbildung bestätigt.

## Co-Curriculum-Aktivitäten
Die Dunman High School bietet Co-Curriculum-Aktivitäten, einschließlich Wettkampfsportarten, uniformierten Gruppen, Musikgruppen und Vereinen.

### Sport und Spiele
- Luftwaffenverein
- Badminton
- Basketball
- Weicher Ball
- Tischtennis
- Leichtathletik
- Volleyball
- Wushu
- Segelclub (Senior High)
- Bowling (Seniorenhoch)
- Golf (Seniorenhoch)
- Netball (Seniorenhoch)
- Club für Freizeitaktivitäten (Senior High)
- Singapore Jugendfliegeclub (SYFC) (Senior High)
- Fußball (Seniorenhoch)
- Taekwondo (Seniorenhoch)

### Darstellende Künste
- Chinesische Gesellschaft
- Peking-Oper
- Tanzen
- Theater
- Chinesisches Orchester
- Guzheng Ensemble
- Chor
- Englische Drama Society
- Tanzen
- Theater
- Streichensemble
- Symphonische Band

### Uniformierte Gruppen (Junior High)
- Mädchenführer
- Nationalpolizei Cadet Corps
- Pfadfinder
- St. John Ambulance Brigade

### Clubs und Gesellschaften
- Kunstverein
- Chinesische Gesellschaft
- Literarisch
- Kalligraphie
- Gemeinnütziger Verein
- Infocomm-Verein
- Bibliotheksgesellschaft
- Löwentanz (Scout) (Junior High)
- Mathematische Gesellschaft
- Geist-Sport-Club
- Oratorische Gesellschaft
- Fotografische Gesellschaft
- Robotik-Club
- Wissenschaftsgesellschaft
- Anime, Comics und Gaming (Senior High)
- Kulinarischer Club (Senior High)
- Umweltclub (Senior High)
- Internationaler Rat für Strategische Angelegenheiten (ISAC) (Senior High)
- Publikationen (Senior High)
- Massenkommunikationsgesellschaft (Senior High)

### Studenteninteressengruppen (Senior High)
- Peking-Oper
- Japanischer Kulturklub
- Malaysische Gesellschaft
- Medizinische Gesellschaft
- Musikgesellschaft
- Die Crew (AV-Unterstützung für Veranstaltungen)
- Tippen Sie auf Rugby
- Vorstand der Unformed Group (UG)